# Prizmatoid
Prizmatoid je polieder, ki ima vsa oglišča v dveh vzporednih ravninah. Njegove stranske ploskve so lahko trapezoidi ali trikotniki. Kadar imata obe ravnini enako število oglišč in kadar so stranske ploskve paralelogrami ali trapezoidi, se imenujejo prizmoidi.

## Površina in prostornina
Če sta površini dveh vzporednih stranskih ploskev {\displaystyle P_{1}\,} in {\displaystyle P_{3}\,} je presečna površina presečišča prizmatoida z ravnino na sredi med dvema vzporednima stranskima ploskvama {\displaystyle P_{2}\,}, višina (razdalja med dvema vzporednima stranskima ploskvama) pa je h. Potem je prostornina prizmatoida enaka:
{\displaystyle V={\frac {h(P_{1}+4P_{2}+P_{3})}{6}}\!\,,}
ali:
{\displaystyle V={\frac {nh(a^{2}+4b^{2}+c^{2})}{24\tan(180/n)}}\!\,.}
Zadnja formula izhaja neposredno iz integriranja površine vzporedne na dve ravnini oglišč s Simsonovim pravilom, saj je pravilo primerno za integriranje polinomov stopnje do 3 in v tem primeru je površina največ kvadratna funkcija višine.

## Družine prizmatoidov
| piramide | klini | paralelepipedi | prizme | antiprizme | antiprizme | antiprizme | kupole | prisekane piramide |
| -------- | ----- | -------------- | ------ | ---------- | ---------- | ---------- | ------ | ------------------ |
|          |       |                |        |            |            |            |        |                    |

Med družine prizmatoidov spadajo:
- piramide, kjer ena ravnina vsebuje samo eno točko
- klini, kjer ena ravnina vsebuje samo dve točki
- prizme, kjer so mnogokotniki v vsaki ravnini skladni in povezani s pravokotniki ali paralelogrami
- antiprizme, kjer so mnogokotniki v vsaki ravnini skladni in povezani z izmenjujočim se pasom trikotnikov
- križne antiprizme
- kupole, kjer mnogokotnik v eni ravnini vsebuje dvakrat toliko točk kot v drugi in je povezan z izmenjujočimi se trikotniki in pravokotniki
- prisekane piramide, ki se dobijo s prisekanjem piramide
- štirikotniški heksaedrski prizmatoidi:
  1. paralelepipedi – šest paralelogramskih stranskih ploskev
  2. romboedri – šest rombskih stranskih ploskev
  3. tristrani trapezoedri – šest skladnih rombskih stranskih ploskev
  4. kvadri – šest pravokotniških stranskih ploskev
  5. štiristrana prisekana piramida - vrh-prisekana kvadratna piramida
  6. kocka – šest kvadratnih stranskih ploskev

## Višje razsežnosti
V splošnem v višjih razsežnostih je politop prizmatoiden, če se vsa njegova oglišča nahajajo v dveh hiperravninah. Zgled: V štirirazsežnem prostoru se lahko dva poliedra postavita v dva vzporedna trirazsežna prostora in se ju poveže s poliedrskimi stranicami.

Tetraedersko-kubooktaederska kupola.